# 유럽 고속도로 006호선
유럽 고속도로 006호선(European route E006)은 타지키스탄의 아이니 (타지키스탄)에서 우즈베키스탄의 코칸트까지 이르는 B-클래스급 고속도로로, 총 연장은 300 km이다.

## 경로
- 타지키스탄
  - 아이니 (타지키스탄)(영어판)
- 우즈베키스탄
  - 코칸트